# Il cappello del prete (miniserie televisiva)
Il cappello del prete è uno sceneggiato televisivo italiano.

## Descrizione

Ugo D'Alessio in un fotogramma dello sceneggiato.

Il formato originario è quello della miniserie televisiva composta da tre puntate, che vennero trasmesse in prima visione dalla Rai dal 1º febbraio 1970 al 15 febbraio 1970.
Diretto da Sandro Bolchi, lo sceneggiato è ispirato all'omonimo romanzo di Emilio De Marchi del 1888 (già trasposto al cinema nel 1944 da Ferdinando Maria Poggioli), che è considerato uno tra i primi veri romanzi polizieschi in lingua italiana.
Protagonista è Luigi Vannucchi nel ruolo del barone Carlo Coriolano di Santafusca. Del cast fanno parte anche Mariano Rigillo, Franco Sportelli, Guido Alberti, Achille Millo (narratore), Bruno Cirino, Giacomo Furia, Angela Luce, Antonio La Raina, Gennaro Di Napoli, Gino Maringola.

## Location
Nella seconda metà della prima puntata, molte riprese furono effettuate presso Villa Campolieto, una villa vesuviana situata lungo il Miglio d'oro, nel comune di Ercolano, ora completamente restaurata e sede dell'Istituto di Studi per la Direzione e Gestione di Impresa.
Le riprese esterne furono girate a Villa Prota, villa vesuviana situata nel comune di Torre del Greco. Le scene delle esequie con carrozza e cavalli furono girate nel viale di accesso, le passeggiate dei protagonisti nel bosco e lungo il galoppatoio della villa; tali luoghi sono rimasti tuttora identici a come si vedevano all'epoca delle riprese.